# Biotrituradora

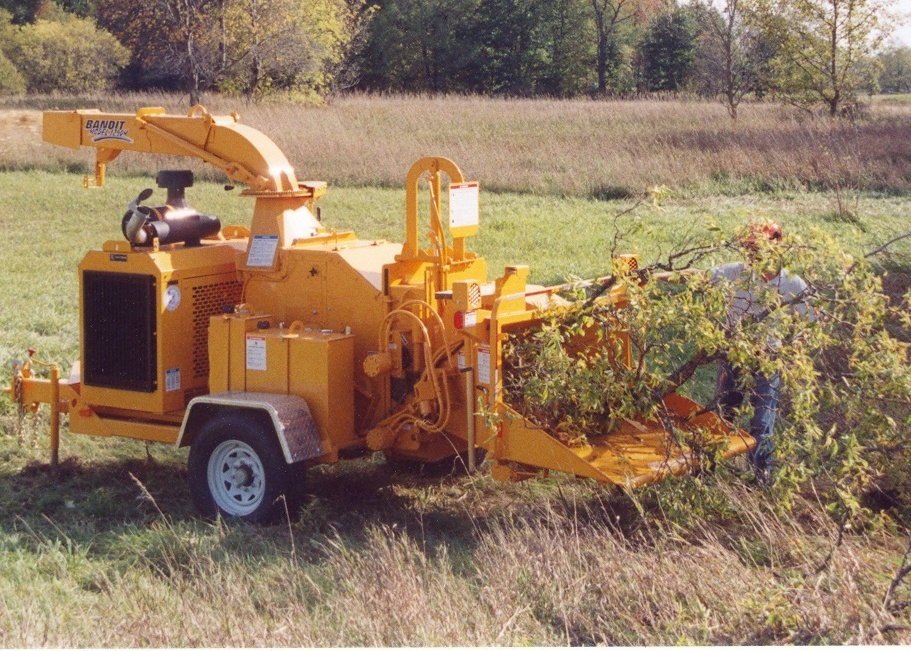
Trituradora de bardisses

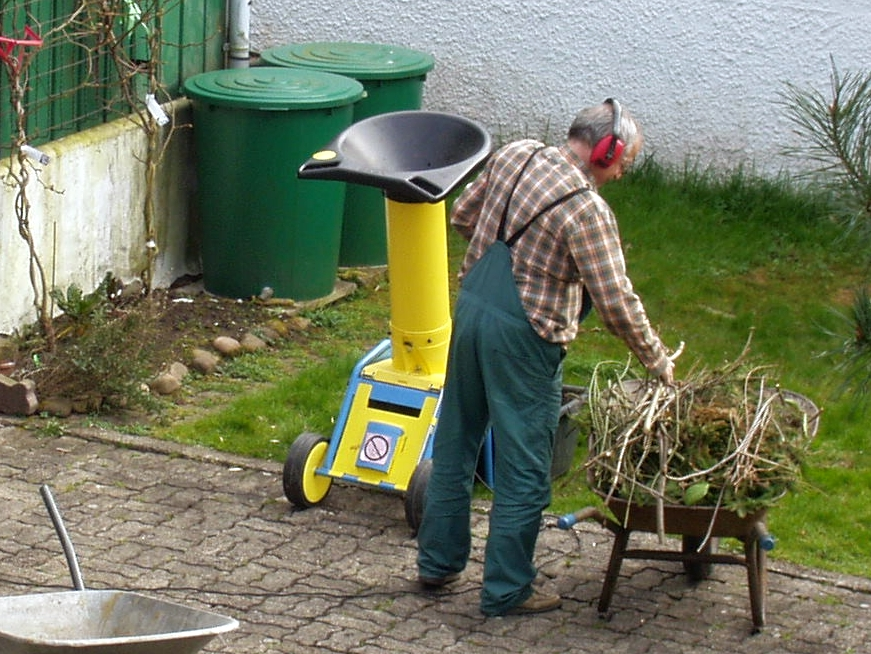
Trituració de residus de jardí

Una biotrituradora, trituradora de bardisses o trituradora de residus vegetals és una eina de agronomia i de silvicultura, motoritzada, serveix per a reduir a encenalls les despulles de jardins, parcs públics, tanques vegetals d'infraestructures lineals, etc., essencialment parts (branques) de plantes llenyoses, facilitant així el seu transport tot preparant pel compostatge.
Hi ha models de biotrituradora d'alta potència muntats en camions i accionats per un motor independent. En general, aquests models també tenen incorporada una grua hidràulica.

## Història
La trituradora de fusta va ser inventada per Peter Jensen (Maasbüll, Alemanya) el 1884, la trituradora de fusta Marke Angeln que aviat es va convertir en l'activitat principal de la seva empresa, que ja produïa i reparava maquinària dedicada a la fusteria.
A partir de la dècada de 1990, van aparèixer petits models adaptats als jardins privats. Alguns han estat enginys no exempts de perill i sovint molt sorollosos que exigeixen precaucions de seguretat.

## Tipus

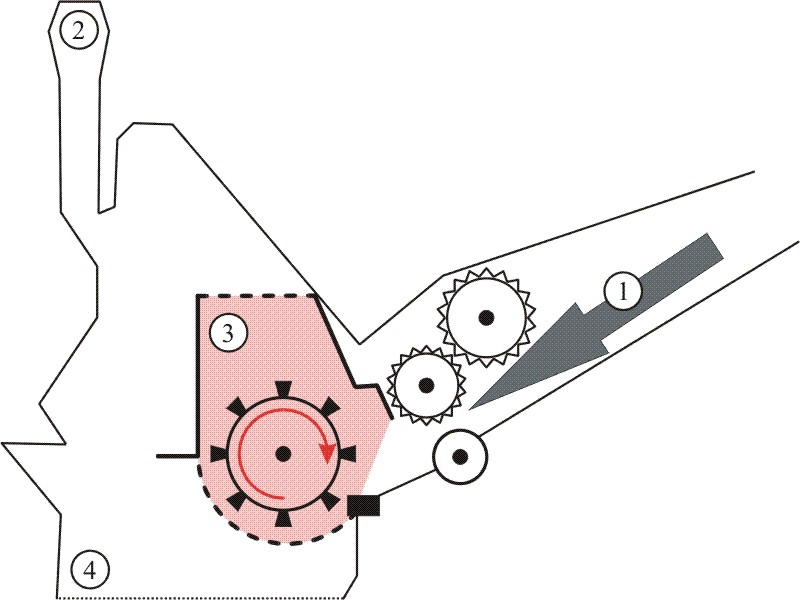
Esbós funcional d'una trituradora de tipus "tambor". 1) Entrada de materials, 2) Respiració 3) Tambor a la zona de premsat mecànic (de color vermell) i 4) Descàrrega

### Corrons d'alt parell
Les trituradores de bardissa que fan ús de rodets d'alt parell de molt de baixa velocitat estan creixent en popularitat per a ús residencial. Aquestes trituradores són accionades amb un motor elèctric i fan molt poc soroll, són lliures de pols, i porten auto-alimentació. Algunes d'aquestes màquines estan equipades amb una funció antibloqueig.

### Disc
El disseny original de la trituradora empra un disc d'acer amb ganivetes muntades directament sobre el disc, com mecanisme de trituració. Aquesta tecnologia es remunta a una invenció de l'alemany Heinrich Wigger, qui en va obtenir una patent el 1922.

### Tambor
Els tipus més moderns de trituradora empren mecanisme que consta d'un gran tambor d'acer accionat per un motor que el fa girar, generalment, mitjançant una corretja i un embragatge centrífug. El tambor està muntat paral·lel a la tremuja i es fa girar en direcció cap a la rampa de sortida. El tambor també serveix com mecanisme d'alimentació.

## Característiques

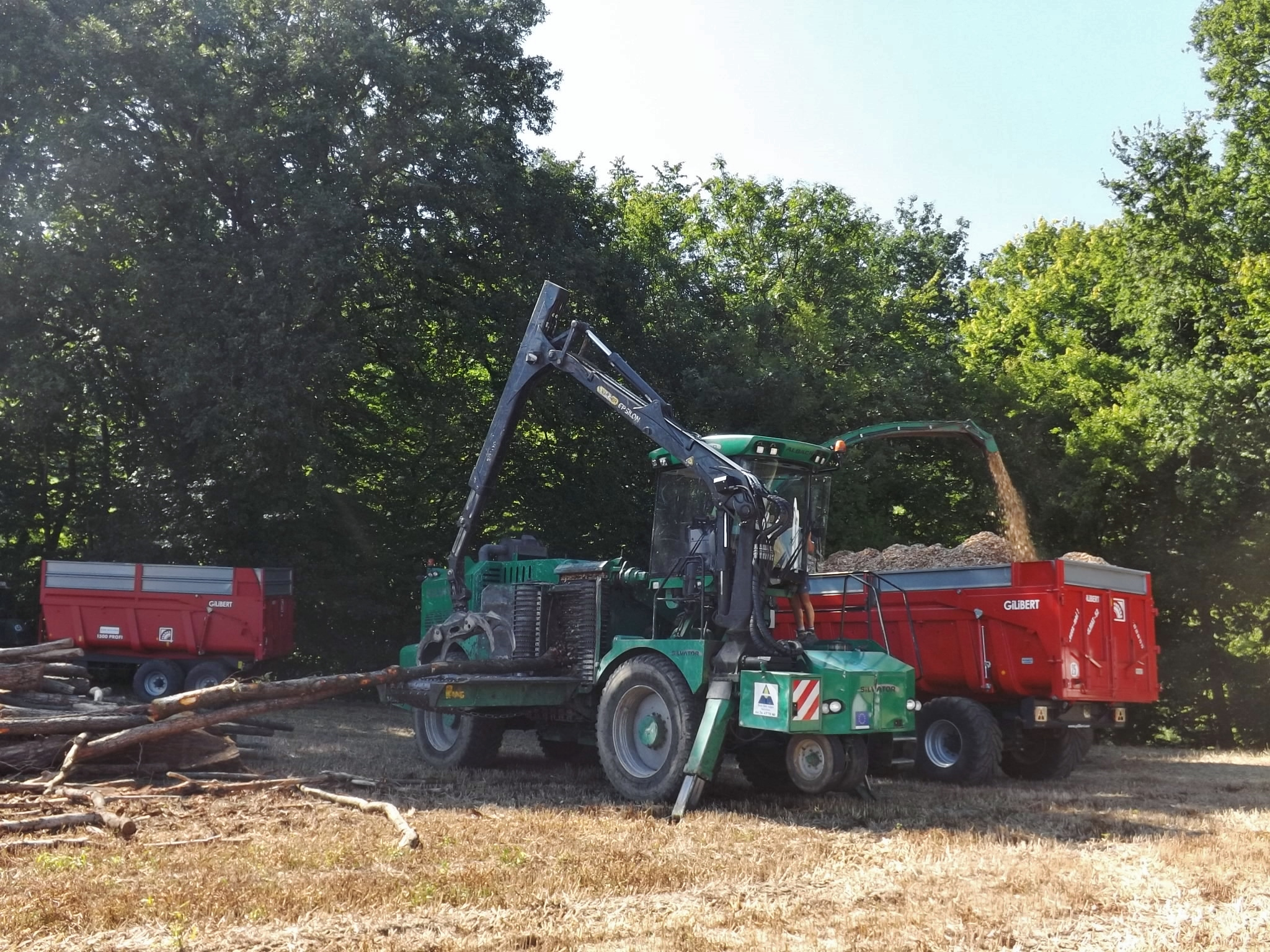
Bio-trituradora de fusta en acció.

Hi ha nombrosos tipus adaptats a usos diferents (silvicultura i cura de boscos, agricultura, agroforesteria, horticultura, paisatgisme o jardineria):
- mòbils (autopropulsades, impulsades, semimuntades o remolcades);
- alimentades manualment o automàticament;
- amb rampa d'alimentació i recipient de recepció d'encenalls, o sense;
- grans o petites (diferents mides);
- impulsades ja sigui per la presa de força d'una màquina agrícola, ja sigui per un motor d'explosió o fins i tot per un motor elèctric, pels models més petits destinats als particulars.

Els models individuals per a un petit jardí estan equipades d'una ganiveta rotativa plana (tipus tallagespa) o d'un tambor giratori (tipus ribot elèctric).

## Normalització
A Europa, per a certs tipus de biotrituradores de fusta, existeix una norma homologada (U34-300) imposada per la comissió en el marc d'una directiva Europea:
DI 98/37 01/06/1998 en relació amb l'acostament de les legislacions dels estats membres relatives a les màquines.